# Durlach

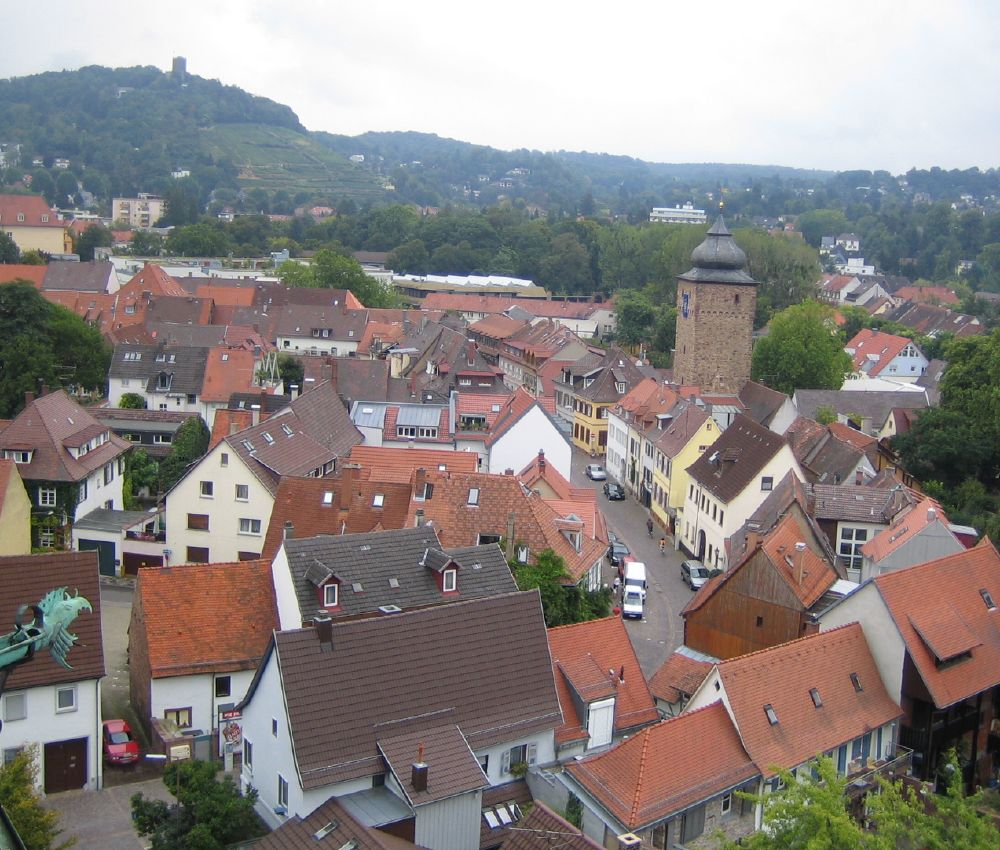
Vista de Durlach.

Durlach (en español áurico, Durlaque) era una ciudad alemana, que ahora se ha convertido en el barrio mayor de Karlsruhe, en el estado de Baden-Wurtemberg.

## Historia
Carlos II trasladó la capital de Pforzheim a Durlach en 1565, construyendo el palacio de Karlsburg. En 1689 la ciudad fue devastada e incendiada por las tropas francesas durante la guerra de los Nueve Años. El margrave Carlos Guillermo funda en 1715 la ciudad de Karlsruhe, situada a pocos kilómetros, trasladando allí su residencia tres años después.